# Lijst van beschermd erfgoed in Yvoir
Onderstaande tabel geeft een overzicht van de beschermde erfgoederen in de gemeente Yvoir. Het beschermd erfgoed maakt onderdeel uit van het cultureel erfgoed in België.
| Object | Bouwjaar/architect | Deelgemeente | Adres | Coördinaten                   | Nummer?                | Afbeelding |
| --- | ------------------ | ------------ | ----- | ----------------------------- | ---------------------- | --- |
| Monding van de Bocq |                    |              |       | 50° 19' 32" NB, 4° 52' 37" OL | 91141-CLT-0002-01 Info | Monding van de Bocq |
| Molenvlakte |                    |              |       | 50° 19' 34" NB, 4° 54' 45" OL | 91141-CLT-0003-01 Info | Molenvlakte |
| Gebouwen die toebehoorden aan de Heer van Godinne, te weten: de toren van de Saint-Pierrekerk, het kasteel in Spaanse Renaissancestijl en de grote hoeve, die van de rest gescheiden wordt door de roete de Rouillon, alsook het geheel gevormd door genoemde gebouwen en hun zijdes. |                    |              |       | 50° 21' 0" NB, 4° 51' 59" OL  | 91141-CLT-0004-01 Info | Gebouwen die toebehoorden aan de Heer van Godinne, te weten: de toren van de Saint-Pierrekerk, het kasteel in Spaanse Renaissancestijl en de grote hoeve, die van de rest gescheiden wordt door de roete de Rouillon, alsook het geheel gevormd door genoemde gebouwen en hun zijdes. |
| Site van "Mont-sur-Meuse" |                    |              |       | 50° 21' 29" NB, 4° 52' 37" OL | 91141-CLT-0005-01 Info | |
| Kasteel van Spontin, de hoeve en het geheel hiervan. |                    |              |       | 50° 19' 25" NB, 5° 0' 28" OL  | 91141-CLT-0006-01 Info | Kasteel van Spontin, de hoeve en het geheel hiervan. |
| Ruïnes van het kasteel Poilvache |                    |              |       | 50° 18' 24" NB, 4° 53' 32" OL | 91141-CLT-0007-01 Info | Ruïnes van het kasteel Poilvache |
| Ruïnes van het kasteel van Poilvache |                    |              |       | 50° 18' 20" NB, 4° 54' 3" OL  | 91141-CLT-0008-01 Info | Ruïnes van het kasteel van Poilvache |
| Bois des Roches |                    |              |       | 50° 20' 21" NB, 4° 54' 21" OL | 91141-CLT-0009-01 Info | |
| Voorgevel en dak van het station, en ensemble door dit en zijn omgeving |                    |              |       | 50° 20' 56" NB, 4° 52' 8" OL  | 91141-CLT-0010-01 Info | Voorgevel en dak van het station, en ensemble door dit en zijn omgeving |
| Oevers van de Maas, te Tricointe |                    |              |       | 50° 20' 23" NB, 4° 52' 52" OL | 91141-CLT-0011-01 Info | |
| Vallei van de Maas tussen Bouvignes en Houx |                    |              |       | 50° 16' 25" NB, 4° 53' 49" OL | 91141-CLT-0012-01 Info | |
| Ruïnes van het kasteel van Poilvache en omgeving |                    |              |       | 50° 18' 24" NB, 4° 53' 32" OL | 91141-PEX-0001-01 Info | Ruïnes van het kasteel van Poilvache en omgeving |
| Vallei van de Maas tussen Bouvignes en Houx |                    |              |       | 50° 16' 25" NB, 4° 53' 49" OL | 91141-PEX-0002-01 Info | |